# Stefan Pfannmöller
Stefan Pfannmöller (* 4. Dezember 1980 in Halle (Saale)) ist ein deutscher Kanute, Firmengründer und Manager.
Pfannmöller fuhr Kanuslalom in der Disziplin Einer-Canadier und wurde 2002 Weltcup-Gesamtsieger. Der Mannschafts-Junioren-Weltmeister von 1998 belegte bei den Olympischen Spielen 2000 in Sydney den fünften Platz. Als Weltmeisterschaftsdritter von 2003 gewann er bei den Olympischen Spielen 2004 in Athen ebenfalls die Bronzemedaille.
Dafür erhielt er am 16. März 2005 das Silberne Lorbeerblatt.
Pfannmöller ist ledig und startete für den Böllberger Sportverein Halle.
Pfannmöller studierte in Augsburg Betriebswirtschaft und erlangte einen Abschluss als Betriebswirt.

## Tätigkeit als Firmengründer und Manager
Nach seiner Karriere als Sportler war Pfannmöller Mitgründer von Firmen: zunächst gründete er zusammen mit dem Handballer Stefan Kretzschmar die Plattform "Netz-Athleten", die als eine Art "olympisches Dorf im Internet" gedacht war, also ein Netzwerk für Sportler werden sollte. Diese Idee wandelten die Geschäftsführer später in eine Vermarktungsplattform für Werbung auf Sportseiten um und verkauften das Unternehmen später für 20 Millionen an die RTL Group. Seit etwa 2012 ist Pfannmöller wieder Mitgründer und Geschäftsführer der Firma "Venture Stars", die Internet-Start-Ups fördert und zunächst auch finanziert. Das neue Unternehmen hat seinen Sitz in der Nähe des Hauptbahnhofes in München, Mitgründer sind Florian Calmbach und Martin Junker. Bisher (Stand Mitte 2014) wurden durch Venture Stars sechs neue Firmen gegründet. Die Firma Venture Stars hat nach eigenen Angaben Geld von etwa 60 Investoren eingeworben.